# Università di Trnava

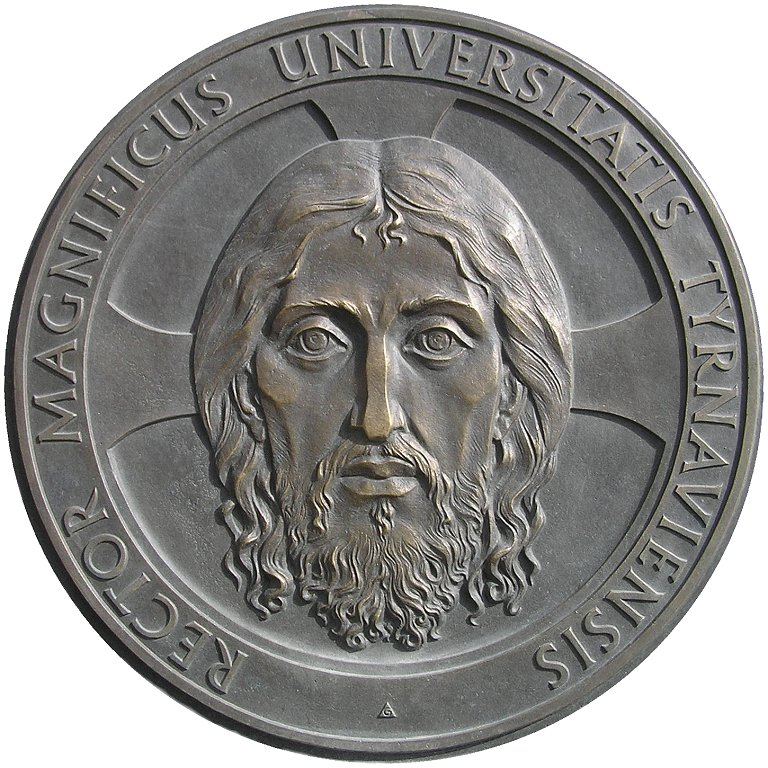
Il sigillo del rettore dell'Università.

L'Università di Trnava (in slovacco: Trnavská univerzita v Trnave, ufficialmente Trnavská univerzita so sídlom v Trnave) con sede a Trnava in Slovacchia è un'università pubblica, fondata con apposita legge del 25 marzo 1992.

## Storia
L'università è erede storica, ma non legale, dell'antica università di Trnava fondata dal cardinale Péter Pázmány nel 1635 e affidata ai gesuiti. La chiesa barocca legata all'università è oggi la cattedrale dell'arcidiocesi di Trnava. Questa prima università fu trasferita a Budapest nel 1777, nel 1921 fu dedicata al suo fondatore Pázmány, ma nel 1950 prese il nome di Università Loránd Eötvös, per volere dal governo comunista. L'Università Cattolica Pázmány Péter con sede in Ungheria è considerata dalla Chiesa cattolica ungherese l'erede morale della fondazione originale. L'attuale università di Trnava è stata fondata nel 1992.  
L'Università di Trnava si richiama ai principi della Grande Carta delle università europee, che sostengono per le università la loro piena indipendenza dal potere politico ed economico, la loro libertà di condurre ricerca e insegnamento.

## Struttura
L'Università si articola nelle seguenti facoltà:
- Assistenza medica e sociale
- Diritto
- Filosofia
- Pedagogia
- Teologia

## Rettori
- Anton Hajduk (15 maggio 1992- 21 ottobre 1996)
- Ladislav Šoltés (31 gennaio 1997 - 31 gennaio 2000)
- Peter Blaho (1º febbraio 2000- 31 gennaio 2007)
- Martin Mišút (1º febbraio 2007 - 31 gennaio 2011)
- Andrej Filipek (31 gennaio 2011 - 22 agosto 2011) – facente funzione
- Marek Šmid (22 agosto 2011 - 28 agosto 2019)
- René Bílik, dal 28 agosto 2019